# Golija
Golija (în sârbă Голија, pronunțat [ɡǒlija]) este un munte în sud-vestul Serbiei, între orașele Ivanjica și Novi Pazar. Acesta face parte din lanțul muntos Dinaric. Muntele este puternic împădurit, cu o biodiversitate semnificativă. Conține Rezervația Biosferei Golija-Studenica, prima rezervație a biosferei înregistrată UNESCO-MAB din Serbia. Aici se află, de asemenea, o mică stațiune de schi, precum și mai multe monumente istorice și mănăstiri. Cel mai înalt vârf este Jankov Kamen cu 1.833 metri.

## Geografie

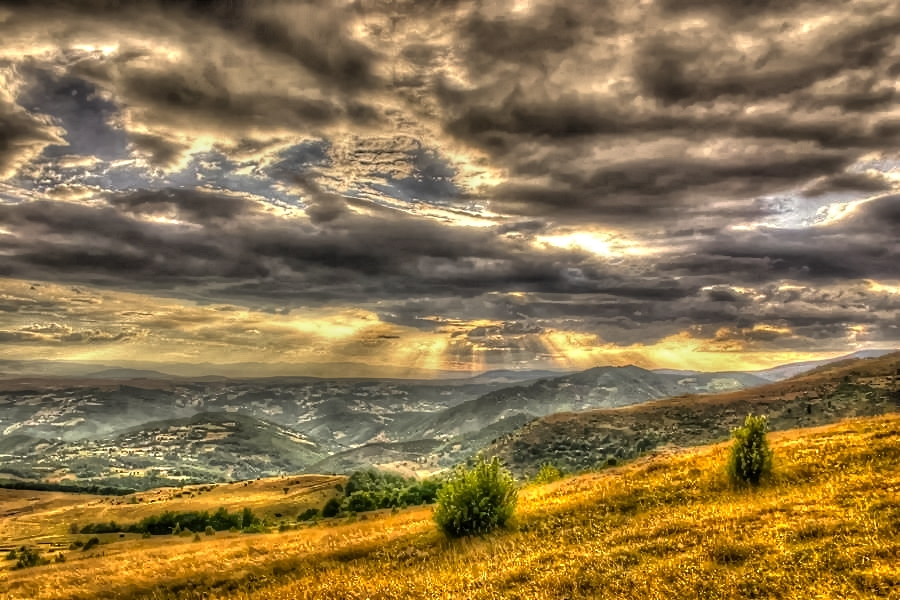
Vedere spre Golija

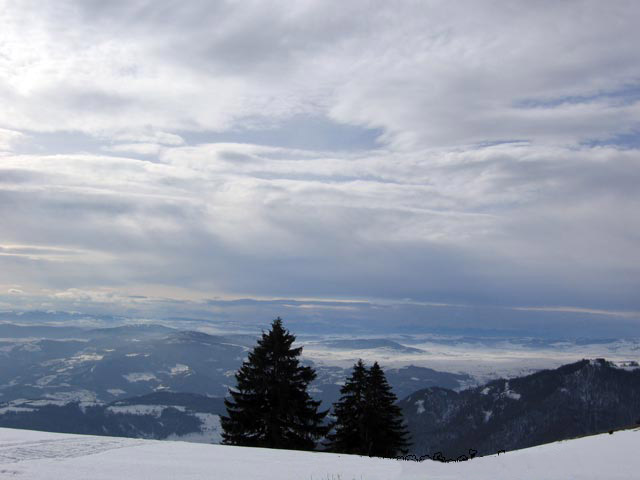
Vedere de pe Golija

Golija se întinde pe 32 km în direcția nord-sud-nord, în formă de C. Muntele este situat între Novi Pazar și Raška la sud și Ivanjica la nord. Acesta acoperă o suprafață de aproximativ 750 kilometri pătrați.
Cel mai înalt vârf este Jankov Kamen cu 1.833 metri. A fost numit după Sibinjanin Janko, versiunea sârbă romanțată a cavalerului medieval maghiar Ioan de Hunedoara. Potrivit miturilor locale, când se întorcea în Ungaria după a doua bătălie de la Kosovo din 1448 el ar fi așezat o piatră în vârful muntelui pentru a-și marca prezența, de unde și numele care în sârbă înseamnă „piatra lui Janko”. Următoarele cele mai mari vârfuri sunt Radulovac (1.785 metri), Bojevo Brdo (1.748 metri) și Crni Vrh (1.725 metri). De pe vârfuri se văd pădurile și pășunilor de pe Golija, precum și vârfurile munților Kopaonik, Komovi și Prokletije din apropiere. Într-o zi senină, chiar și munții îndepărtați, cum ar fi Durmitor din Muntenegru sau chiar Kosmaj, aproape de Belgrad, sunt vizibili.
Pe munte se găsesc peste 250 de izvoare de apă. Râurile Moravica și Studenica își au izvoarele în acest munte. Studenica străpunge muntele, cu valea sa adâncă care are și câteva defileuri mai scurte. Afluentul Izubra are trei căderi de apă cu înălțimea totală de aproximativ 20 de metri și mai multe cascade mai mici.

### Lacuri
Patru lacuri sunt pe acest munte. La altitudinea de 900 de metri se află Lacurile Košanin, pe versanții nordici ai lui Crepuljnik. Apare un fenomen natural, în care apa dispare în timpul ploilor, iar nivelul apei crește în perioadele secetoase. Se mai găsesc două lacuri, Marele și Micul Lac Košanin. Acestea au fost numite după biologul Nedeljko Košanin, care a explorat muntele Golija în general. Lacul Mare are doar o suprafață mică deschisă, deoarece este complet înghițit de vegetație mlăștinoasă. Lacul Mic are o lungime de 90 de metri și este parțial sărat. 
Al treilea, lacul Dajićko, s-a redus la jumătate în timp, cu toate că a fost protejat de la sfârșitul anilor 1960. Este, de asemenea, acoperit de alge și vegetație mlăștinoasă. Situat pe versantul nord-vestic al muntelui Golija, este, de asemenea, cunoscut local sub numele de Lacul Tičar. Înconjurate odinioară de pădurea înaltă de molid care permitea să treacă lumina soarelui doar în timpul zenitului, pădurile s-au subțiat între timp, ceea ce a provocat schimbări de vegetație atât în jurul, cât și în lac. Pășunatul animalelor în jurul lacului este interzis. Există numeroase mituri populare despre acest lac, care a fost un loc unde au avut loc diferite ritualuri populare. Miturile includ povești despre lac ca loc de adunare a celor mai frumoase zâne și o poveste populară despre o petrecere de nuntă în care s-au înecat cu toții în lac. 
Al patrulea lac, Nebeska Suza ("lacrima cerului"), a apărut după cutremurul din Vrancea, România din 1977 și este cel mai puțin explorat. Deși cel mai tânăr, este cel mai mare lac natural din regiunea Moravica.

## Climă
Golija are trei zone climatice distincte: o climă de vale sub 700 m altitudine; o climă continentală moderată, de tranziție (700-1300 m) cu ierni scurte și ascuțite și ninsori abundente și o zonă montană (la peste 1300 m) cu ierni severe și vară scurtă.

## Biodiversitate
Parcul natural Golija-Studenica acoperă o suprafață de 751,83 km². Plantele de pe muntele Golija reprezintă 25% din flora Serbiei. În parc sunt înregistrate 1091 specii de plante, inclusiv 117 tipuri de alge, 40 specii de mușchi, 7 licheni și 75 de specii de ciuperci. Multe dintre aceste specii sunt relicte și endemice. Arțarul lui Heldreich este simbolul muntelui, care formează păduri de foioase și mixte, unele dintre cele mai bine conservate din Serbia. Aici se găsesc, de asemenea, 225 de plante medicinale. Documente vechi arată că plantele medicinale de pe Golija au fost folosite în 1207, în primul spital din Serbia medievală, care a fost fondat în mănăstirea Studenica.
Golija este una dintre cele mai importante rezervații ornitologice montane europene, cu 95 de specii de păsări înregistrate, inclusiv uliul păsărar Accipiter nisus. Cele 22 de specii de mamifere includ lupii rari și protejați, urșii bruni, nevăstuicile Mustela nivalis, pârși, veverițe roșii, vulpi roșii, mistreți și chițcanul de apă (Neomys fodiens).
Pe măsură ce satele de pe munte se depopulează, viața sălbatică revine și înflorește. Expansiunea mistreților a făcut ca producția de cartofi, cereale și porumb să înceteze aproape complet. Urșii au apărut în timpul Războiului din Bosniac, în prima jumătate a anilor 1990. În anii 2020, au început să prezinte o schimbare în comportamentul lor, fără să intre în hibernare atunci când ar trebui. În aceste perioade scot din rădăcini pomii fructiferi (pruni, meri și peri), distrug stupii și intră în sate, spărgând hambarele și ucigând oile și porcii.
În septembrie 2001, UNESCO a declarat o parte a parcului natural Golija-Studenica ca fiind prima rezervație a biosferei din Serbia. Acesta acoperă 538.04 km² în cadrul parcului natural.

## Istorie

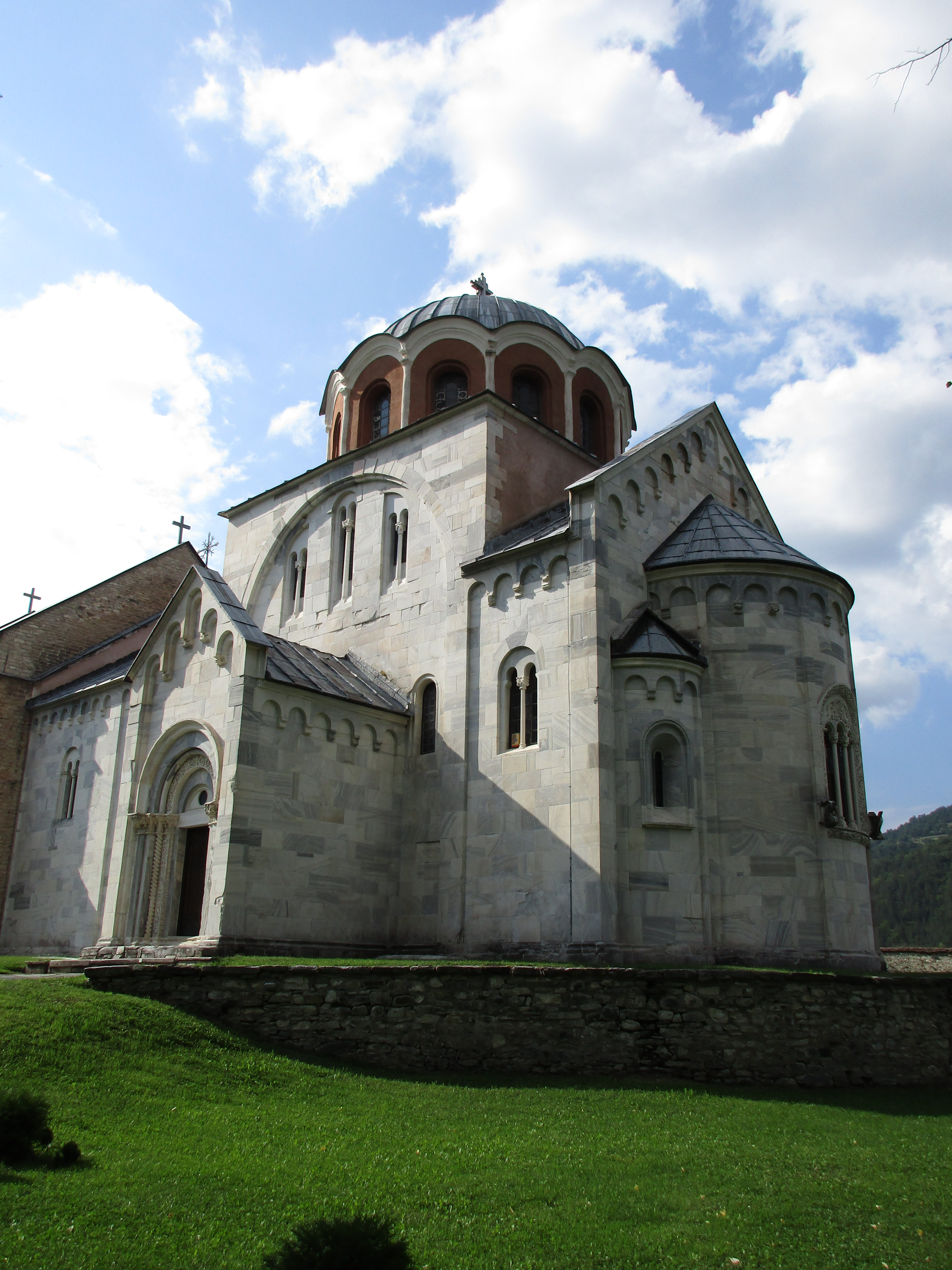
Mănăstirea Studenica

Rezervația conține Mănăstirea Studenica. Construită în 1196, aceasta este un sit cultural al Patrimoniului Mondial din 1986 și o destinație turistică populară. La aproximativ 10 kilometri distanță se găsesc două schituri, construite de Sfântul Sava după întoarcerea sa de la Muntele Athos în secolul al XIII-lea. Cunoscute sub numele de Schiturile Sava de Sus și Sava de Jos, acestea sunt situate pe stânca abruptă, la câteva sute de metri deasupra râului Studenica. Mănăstirea Gradac, care a fost terminată în 1282, este, de asemenea, situată pe acest munte. Mănăstirile Sopoćani, Stari Ras și Mănăstirea Klisura se găsesc la periferia muntelui Golija.
Zona Golija are o populație de 6.600 de locuitori în cadrul celor 42 de comunități rurale dispersate prin aceste regiuni muntoase. Principalele activități economice sunt creșterea animalelor, agricultura și colectarea produselor forestiere, cum ar fi ciupercile și plantele medicinale. Principalele produse agricole sunt cartofii, zmeura și hrișca. Zona este cunoscută pentru bucătăria locală, care include plăcintă cu hrișcă, sir (сир), kaymak, tubošak, jurdum (lapte gros de oaie sărat) și mâncăruri din păstrăv, din peștele prins în pâraiele locale.

## Turism
Muntele are mai multe facilități de schi, cu două hoteluri construite chiar pe munte și mai multe stațiuni în vecinătatea orașelor Ivanjica și Novi Pazar. Se găsesc și terenuri de vânătoare în Čemernica, Grabovica și Golija, cu căprioare, mistreți și iepuri.
Lângă lacul Daićko, există o fântână memorială de băut, dedicată pionierului forestier al muntelui Golija, Vlastimir Parezanović. Pe fântână se află o inscripție sculptată: „Dacă fiecare om ar ști care copac este al său, nu l-ar tăia niciodată.